# Hinrich Murmester
Hinrich Murmester (* um 1435 in Hamburg; † 19. April 1481 ebenda) war ein deutscher Jurist, Politiker und Bürgermeister von Hamburg.

## Leben und Wirken
Murmester war Sohn eines Kaufmanns und studierte ab 1452 Rechtswissenschaften an der Universität Erfurt, ab 1461 an der Universität Padua. 1462 und 1463 wurde er zum Rektor der juristischen Fakultät gewählt. In diesem Amt konnte er eine umfassende Revision der Statuten der Universität durchsetzen. 1464 wurde er zum Doktor des römischen Rechts promoviert. Nach einem kurzen Aufenthalt in Rom kehrte er in seine Geburtsstadt zurück. 
1465 wurde er in den Rat der Stadt gewählt. Murmester war damit der erste Jurist in dem bis dahin nur aus Kaufleuten bestehenden Gremium. 1467 wurde er zu einem von seinerzeit vier Bürgermeistern der Hansestadt gewählt. In dieser Position engagierte er sich besonders in der Außenpolitik und reiste vielfach. Er besuchte die Hansetage und vertrat Hamburgs Interessen bezüglich der Unabhängigkeit gegenüber Dänemark. Zudem bemühte er sich um Vermittlungen in Streitigkeiten zwischen dem Grafen von Oldenburg und dessen älterem Bruder, Christian I. bezüglich der Herrschaft in Schleswig und Holstein. 1471 hatte er mit einem Kontingent Hamburger Truppen Anteil am Sieg Christian I. über die Eiderstedter Friesen. Im gleichen Jahr trug er entscheidend zur Niederschlagung eines Bauernaufstands und Hamburgs Herrschaft in den Elbmarschen bei. Der König sagte ihm als Dank dafür eine Kornrente zu. 
Murmester hatte gemeinsam mit dem Hamburger Ratsherrn Henning Büring entscheidenden Anteil am 1474 abgeschlossenen Friedensvertrag von Utrecht. Da der König großes Vertrauen in ihn setzte, bat er ihn 1480 um diplomatische Vermittlungen in seinem Konflikt mit Dithmarschen. Zudem bemühte er sich um die Handelsinteressen der Hanse und hatte entscheidenden Einfluss an der Stellung Hamburgs im Elbhandel. So konnte er 1480 aufgrund seiner Beziehungen zu Christian I. ein herzogliches Stapelprivileg erwirken, gefolgt von einem kaiserlichen Privileg im Jahre 1482. Diese Privilegien ermöglichten es Hamburg in der Folgezeit, den Elbhandel zu beherrschen.

## Nachlass
Murmester vermachte in seinem am 29. Januar 1481 verfassten Testament seine Buchsammlung der öffentlichen Bibliothek, die im damaligen Rathaus untergebracht war. Sie gilt als Grundlage der Staats- und Universitätsbibliothek Hamburg.